# WTA 125 2024
Ten artykuł dotyczy trwającego lub niedawnego wydarzenia sportowego. Informacje w nim zamieszczone mogą się zmienić lub zdezaktualizować wraz z postępem zdarzenia. Początkowe doniesienia, wyniki lub statystyki mogą być niepewne. Ostatnie aktualizacje do tego artykułu mogą nie odzwierciedlać najbardziej aktualnych informacji.
WTA 125 2024 – sezon profesjonalnych kobiecych turniejów tenisowych niższej kategorii organizowanych przez Women’s Tennis Association w 2024 roku. Obejmuje 17 turniejów. Zawody rozgrywane w ramach WTA 125 nie są zaliczane do głównego cyklu rozgrywek WTA Tour.
W związku z inwazją Rosji na Ukrainę federacje tenisowe z Rosji i Białorusi zostały zawieszone i wycofane ze wszystkich międzynarodowych rozgrywek drużynowych, a zawodniczki i zawodnicy z Rosji i Białorusi nie mogą startować pod flagą i nazwą swojego państwa.

## Kalendarz turniejów
| Data        | Turniej                                                          | Zwyciężczynie                       | Wynik            | Finalistki                           | Półfinalistki                       | Ćwierćfinalistki                                                            |
| ----------- | ---------------------------------------------------------------- | ----------------------------------- | ---------------- | ------------------------------------ | ----------------------------------- | --------------------------------------------------------------------------- |
| 1 stycznia  | Workday Canberra International Canberra Twarda                   | Nuria Párrizas Díaz                 | 6:4, 6:3         | Harriet Dart                         | Clara Tauson Katie Volynets         | Maya Joint Océane Dodin Anna Bondár Nao Hibino                              |
| 1 stycznia  | Workday Canberra International Canberra Twarda                   | Veronika Erjavec Darja Semeņistaja  | 6:2, 6:4         | Kaylah McPhee Astra Sharma           | Clara Tauson Katie Volynets         | Maya Joint Océane Dodin Anna Bondár Nao Hibino                              |
| 5 lutego    | L&T Mumbai Open Mumbaj Twarda                                    | Darja Semeņistaja                   | 5:7, 7:6(6), 6:2 | Storm Hunter                         | Arianne Hartono Katie Volynets      | Polina Kudiermietowa Moyuka Uchijima Park So-hyun Alina Korniejewa          |
| 5 lutego    | L&T Mumbai Open Mumbaj Twarda                                    | Dalila Jakupović Sabrina Santamaria | 6:4, 6:3         | Arianne Hartono Prarthana Thombare   | Arianne Hartono Katie Volynets      | Polina Kudiermietowa Moyuka Uchijima Park So-hyun Alina Korniejewa          |
| 19 lutego   | Mexico Series Puerto Vallarta 125 Puerto Vallarta Twarda         | McCartney Kessler                   | 5:7, 6:3, 6:0    | Taylah Preston                       | María Lourdes Carlé Hailey Baptiste | Julija Starodubcewa Jéssica Bouzas Maneiro Robin Montgomery Léolia Jeanjean |
| 19 lutego   | Mexico Series Puerto Vallarta 125 Puerto Vallarta Twarda         | Iryna Szymanowicz Renata Zarazúa    | 6:2, 7:6(1)      | Angelica Moratelli Camilla Rosatello | María Lourdes Carlé Hailey Baptiste | Julija Starodubcewa Jéssica Bouzas Maneiro Robin Montgomery Léolia Jeanjean |
| 11 marca    | Charleston 125 Charleston Twarda                                 |                                     |                  |                                      |                                     |                                                                             |
| 11 marca    | Charleston 125 Charleston Twarda                                 |                                     |                  |                                      |                                     |                                                                             |
| 25 marca    | San Luis Potosí Open San Luis Potosí Ceglana                     |                                     |                  |                                      |                                     |                                                                             |
| 25 marca    | San Luis Potosí Open San Luis Potosí Ceglana                     |                                     |                  |                                      |                                     |                                                                             |
| 25 marca    | Megasaray Hotels Open Antalya Ceglana                            |                                     |                  |                                      |                                     |                                                                             |
| 25 marca    |                                                                  |                                     |                  |                                      |                                     |                                                                             |
| 2 kwietnia  | Open Internacional Femení Solgironès La Bisbal d’Empordà Ceglana |                                     |                  |                                      |                                     |                                                                             |
| 2 kwietnia  | Open Internacional Femení Solgironès La Bisbal d’Empordà Ceglana |                                     |                  |                                      |                                     |                                                                             |
| 15 kwietnia | Oeiras Ladies Open Oeiras Ceglana                                |                                     |                  |                                      |                                     |                                                                             |
| 15 kwietnia | Oeiras Ladies Open Oeiras Ceglana                                |                                     |                  |                                      |                                     |                                                                             |
| 29 kwietnia | L'Open 35 de Saint-Malo Saint-Malo Ceglana                       |                                     |                  |                                      |                                     |                                                                             |
| 29 kwietnia | L'Open 35 de Saint-Malo Saint-Malo Ceglana                       |                                     |                  |                                      |                                     |                                                                             |
| 29 kwietnia | Catalonia Open WTA 125 Lleida Ceglana                            |                                     |                  |                                      |                                     |                                                                             |
| 29 kwietnia |                                                                  |                                     |                  |                                      |                                     |                                                                             |
| 13 maja     | Trophée Clarins Paryż Ceglana                                    |                                     |                  |                                      |                                     |                                                                             |
| 13 maja     | Trophée Clarins Paryż Ceglana                                    |                                     |                  |                                      |                                     |                                                                             |
| 13 maja     | Parma Ladies Open Parma Ceglana                                  |                                     |                  |                                      |                                     |                                                                             |
| 13 maja     |                                                                  |                                     |                  |                                      |                                     |                                                                             |
| 3 czerwca   | Makarska Open Makarska Ceglana                                   |                                     |                  |                                      |                                     |                                                                             |
| 3 czerwca   | Makarska Open Makarska Ceglana                                   |                                     |                  |                                      |                                     |                                                                             |
| 8 lipca     | Nordea Open Båstad Ceglana                                       |                                     |                  |                                      |                                     |                                                                             |
| 8 lipca     | Nordea Open Båstad Ceglana                                       |                                     |                  |                                      |                                     |                                                                             |
| 8 lipca     | Grand Est Open 88 Contrexéville Ceglana                          |                                     |                  |                                      |                                     |                                                                             |
| 8 lipca     |                                                                  |                                     |                  |                                      |                                     |                                                                             |
| 15 lipca    | Iași Open Jassy Ceglana                                          |                                     |                  |                                      |                                     |                                                                             |
| 15 lipca    | Iași Open Jassy Ceglana                                          |                                     |                  |                                      |                                     |                                                                             |
| 12 sierpnia | Golden Gate Open Stanford Twarda                                 |                                     |                  |                                      |                                     |                                                                             |
| 12 sierpnia | Golden Gate Open Stanford Twarda                                 |                                     |                  |                                      |                                     |                                                                             |

### Odwołane turnieje
| Data        | Turniej                              | Powód odwołania |
| ----------- | ------------------------------------ | --------------- |
| 22 stycznia | Tiny's Ice-Cream Open Đà Nẵng Twarda | Brak sponsorów  |

## Wygrane turnieje

### Klasyfikacja tenisistek
| Wygrane | Zawodniczka         | S | D |
| ------- | ------------------- | - | - |
| 2       | Darja Semeņistaja   | 1 | 1 |
| 1       | McCartney Kessler   | 1 | 0 |
| 1       | Nuria Párrizas Díaz | 1 | 0 |
| 1       | Veronika Erjavec    | 0 | 1 |
| 1       | Dalila Jakupović    | 0 | 1 |
| 1       | Sabrina Santamaria  | 0 | 1 |
| 1       | Iryna Szymanowicz   | 0 | 1 |
| 1       | Renata Zarazúa      | 0 | 1 |

### Klasyfikacja państw
| Wygrane | Kraj              | S | D |
| ------- | ----------------- | - | - |
| 2       | Łotwa             | 1 | 1 |
| 2       | Stany Zjednoczone | 1 | 1 |
| 2       | Słowenia          | 0 | 2 |
| 1       | Hiszpania         | 1 | 0 |
| 1       | Meksyk            | 0 | 1 |